# God Bless Tiny Tim
God Bless Tiny Tim (En español, Dios bendiga a Tiny Tim) es el primer álbum de Tiny Tim. Publicado en 1968 por Reprise Records, incluye su célebre canción "Tip-Toe Thru' The Tulips With Me", la cual le hizo saltar a la fama. Además de ello, incluye una versión de "I Got You Babe" y varias canciones compuestas por él mismo. Muchas de las canciones incluidas tienen letras humorísticas, además de ser cantadas con cierta gracia y con su inconfundible falsete que tanto lo caracterizó durante gran parte de su carrera musical (El cual abandonó en su álbum Chamaleon).
La aceptación del álbum fue bastante buena, pero no fue publicado en CD hasta los '90 (Unos 30 años después de la publicación original) y, en un principio, únicamente lo hizo en Japón. Años después, en 2013, fue relanzado con varias canciones adicionales, entre las cuales se incluyen versiones alternativas e instrumentales de las habidas en el álbum, junto a varios singles.
El álbum fue producido por Richard Perry, quien produjo también el primer álbum de Captain Beefheart "Safe As Milk" y, tiempo después, produjo junto a Barbra Streisand, Harry Nilsson, Rod Stewart, Carly Simon y Ringo Starr. Los arreglos fueron obra de Artie Butler.
Las canciones fueron escritas por varios compositores, mayoritariamente de los años '20 (Pues Tiny Tim, con frecuencia, solía interpretar versiones de éxitos de antaño). Algunos ejemplos son "I Got You Babe" de Sonny Bono y "Stay Down Here Where You Belong", de Irving Berlin.
Tal y como se destacó previamente, Tim durante gran parte del álbum canta con su inusual falsete. Mas no en todas es así, pues algunas canciones (Como "Stay Down Here Where You Belong" y "The Coming Home Party") son interpretadas en barítono, demostrando el gran rango vocal que poseía. Por su parte, en "On the Old Front Porch", "Daddy, Daddy, What is Heaven Like?" y "I Got You Babe" intercala barítono con falsete.
Su siguiente álbum fue Tiny Tim's Second Album.

## Lista de canciones
1. "Welcome to My Dream" (Jimmy Van Heusen, Johnny Burke)
2. "Tip-Toe Thru' The Tulips With Me" (Al Dubin, Joe Burke)
3. "Livin' in the Sunlight, Lovin' in the Moonlight" (Al Lewis, Al Sherman)
4. "On The Old Front Porch" (Bobby Heath, Arthur Lange)
5. "The Viper" (Norman Blagman)
6. "Stay Down Here Where You Belong" (Irving Berlin)
7. "Then I'd Be Satisfied With Life" (George M. Cohan)
8. "Strawberry Tea" (Gordon Alexander)
9. "The Other Side" (Bill Dorsey)
10. "Ever Since You Told Me That You Love Me (I'm A Nut)" (Edgar Leslie, Grant Clarke, Jean Schwartz)
11. "Daddy, Daddy, What Is Heaven Like?" (Art Wayne)
12. "The Coming Home Party" (Diane Hildebrand, Jack Keller)
13. "Fill Your Heart" (Biff Rose, Paul Williams)
14. "I Got You, Babe" (Sonny Bono)
15. "This Is All I Ask" (Gordon Jenkins)